# 570-ті до н. е.

## Події

### Рим
Приблизно з 579-578 року до н. е. був убитий напівлегендарний цар Риму Луцій Тарквіній Пріск, а новим царем став Сервій Туллій (обидва відомі за пізніми згадками в римського історика Тита Лівія). Сервій продовжив війну з етрусками, зокрема 571 року отримав тріумф.

### Греція
- За традицією, 573 року до н. е. проведені перші Немейські ігри.
- Царем грецького царства Кирена в Африці був Батт II.

### Близький Схід та Єгипет
Царем Лідії був Аліатт II.
Царем Вавилону був Навуходоносор II. 575 року до н. е. за його наказом були побудовані Ворота Іштар. Між Єгиптом та Вавилоном було встановлено мир після тривалої війни. 
Фараоном Єгипту був Апрій.

### Китай
У Китаї триває період Чуньцю.

## Персоналії

### Діяльність
- Клітій, давньогрецький вазописець, розписав зокрема вазу Франсуа
- Солон, афінський законодавець, здебільшого не брав участі в міській політиці

### Народились
- близько 570, Ксенофан, давньогрецький філософ

### Померли
- близько 570, Сапфо, давньогрецька поетеса